# دیگور (قارص)
دیگور (به ترکی استانبولی: Digor، به کردی: Dîgor، به ارمنی: Տիկոր) یک منطقهٔ مسکونی در ترکیه است که در استان قارص واقع شده‌است.